# Chamaedorea angustisecta
Chamaedorea angustisecta là loài thực vật có hoa thuộc họ Arecaceae. Loài này được Burret mô tả khoa học đầu tiên năm 1932.